# Nicola Pecorini
Nicola Pecorini (Milano, 10. kolovoza 1957.), talijanski kinematograf. Poznat je po radovima na filmovima Harrisonovo cvijeće, Strah i prezir u Las Vegasu, Braća Grimm, Nulti teorem i dr.
Rođen je u Milanu 1957. godine. Dobio je Nagradu za najbolju kinematografiju na Međunarodnom festivalu u San Sebastiánu za film Harrisonovo cvijeće.
Oženjen je glumicom Caroline Goodall, s kojom ima dvoje djece. Slijep je na jedno oko.
Snimio je i nekoliko glazbenih spotova.

## Filmografija
(izabrana)
- Čovjek koji je ubio Don Quijotea (nadolazeći)
- Nulti teorem (2013.)
- Ra.One (2011.)
- Tideland (2005.)
- Braća Grimm (2005.)
- Pakleni red (2003.)
- Pjesma (2001.)
- Harrisonovo cvijeće (2000.)
- Strah i prezir u Las Vegasu (1998.)

## Vanjske poveznice
- Službene stranice (engl.)